# Zeenonblogbo
Zeenonblogbo är en klan i Liberia.   Den ligger i regionen Grand Gedeh County, i den sydöstra delen av landet, 280 km öster om huvudstaden Monrovia.